# Vera&John
Vera&John egy máltai székhelyű online kaszinó. A Vera&John-t a Dumarca Gaming Ltd. működteti, amelynek anyavállalatát, a Dumarca Holdings PLC-t, az Intertain Group Ltd vásárolta meg 2015-ben. Az Intertain Group Ltd a torontói értéktőzsdén van bejegyezve. A Vera&John-t a Máltai Szerencsejáték Hatóság és az Egyesült Királysági Szerencsejáték Bizottság engedélyezi és szabályozza. A Vera&John alapítója Jörgen Nordlund, aki korábban megalapította a Maria Bingo-t, amelyet az Unibet vásárolt meg  54 millió fontért, 2007-ben.

## Rövid története
- 2010 - Elindul a Vera&John kaszinó, elsősorban a skandináv szerencsejáték piacot célozva meg, Betsoft, Microgaming és NYX Gaming játékokkal.
- 2011 - Net Entertainment játékok adódtak hozzá a Vera&John játékválasztékhoz.
- 2013 - Yggdrasil Gaming játékok válnak elérhetővé a Vera&John kaszinóban.[5]
- 2014 - Vera&John azt állítja, hogy ő az első szabályozott online kaszinó, amely elfogadja a Bitcoin fizetési módot, de 3 hónappal később felfüggeszti a Bitcoin fizetési lehetőséget.[6][7]
- 2015 - Az Intertain Group Ltd megvásárolja a Vera&John kaszinót 89.1 millió euróért.[8]
- 2024 - A Vera&John megnyitotta magyar nyelvű kaszinó oldalát

## Külső Linkek
- Hivatalos honlap (A máltai Lottó és Szerencsejáték Hatóság (MGA) által szabályozva.)